# Людвіг Йоранссон
Людвіг Еміль Томас Йоранссон (англ. Ludwig Emil Tomas Göransson; нар. 1 вересня 1984 Лінчепінг) — шведський композитор, диригент, автор пісень і продюсер. Як продюсер звукозапису він часто співпрацював з Чайлдішем Гамбіно, продюсував його студійні альбоми Camp, Since the Internet та «Awaken, My Love!». Продюсерська робота Йоранссона над синглом Гамбіно «This Is America» у 2018 році була зустріта схвальним визнанням, зокрема двома нагородами «Греммі» — за «Запис року» та «Пісню року». Йоранссон також був продюсером для інших музикантів, таких як Адель, Аліша Кіз, Ріанна, Ченс Репер, Haim, Джастін Тімберлейк, Кендрік Ламар, Тревіс Скотт і Мозес Самні.
Відомий своєю роботою над американськими телесеріалами «Спільнота», «Новенька» та «Мандалорець», останній з яких приніс йому премію «Еммі» за найкращу музичну композицію для серіалу як для фіналів першого, так і другого сезонів. Йоранссон також створив головну тему для додаткової серії Мандалорця, Книга Боби Фетта, яка дебютувала у 2021 році.

## Особисте життя
Геранссон одружений з американською скрипалькою Серені МакКінні. У 2018 році вони одружилися, а у 2019 році у них народився син Аполлон.